# KEI's 8
「KEI's 8」は、竹渕慶の1枚目のミニアルバムである。2014年3月5日にSony Music Recordsから発売された。

## 概要
プロジェクト「Goose house×Sony Music Records Inc.」の一環でリリースされた作品で、竹渕にとってはソロ名義でのメジャーデビュー作。
2014年2月13日にタイトルおよび収録曲の発表と初回仕様限定特典が発表された。特典には4月11日に実施されるリリース記念ミニライブに招待されるための応募ハガキが封入されている。
また、新星堂店舗ではオリジナル特典としてミニポスターが付き、代官山蔦屋書店ではポストカードが付く。

## 収録曲
特記がない限り、作詞・作曲は竹渕慶によるもの。
1. ありがとう（4:06）
（編曲：icchy☆）
大切な人との春の別れと感謝をテーマとした楽曲。発売に先駆けて2月26日に先行配信され、同日にTBS放送の深夜番組『ライブB♪』に出演し、CD発売に先駆けてスタジオで披露された[3]。
2. ブルーラブソング（4;18）
（編曲：icchy☆）
3. ドロシー（4:09）
（編曲：Kota Hashimoto、icchy☆）
原曲は、竹渕が高校生時代に文化祭での演劇のために書いた楽曲。[4]
4. cotton snow（4:34）
（編曲：icchy☆）
5. MERMAID（3:51）
（編曲：icchy☆）
6. ごめんねなんて言わない（3:32）
（編曲：Kota Hashimoto）
7. 車輪の唄（6:02）
（作詞・作曲：藤原基央 / 編曲：icchy☆）
BUMP OF CHICKENの楽曲のカバー。
8. 舞花 〜my flower〜（4:37）
（作詞：大野ゆは / 作曲：竹渕慶 / 編曲：icchy☆）
1stシングル。竹渕が高校生時代に制作した楽曲[5]。